# Schleppgenerator
Ein Schleppgenerator oder Hydrogenerator ist eine Einrichtung zur Energieversorgung von Segelyachten. Er nutzt die Strömungsgeschwindigkeit des Wassers und wandelt dessen kinetische Energie in elektrischen Strom um, mit dem die Bordbatterie gespeist werden kann.
Die Elektrische Energieversorgung auf Segelyachten ist problematisch, da Motor und damit Lichtmaschine ja möglichst selten laufen sollen und man daher während des Segelns ausschließlich Strom aus der Batterie bezieht. Da aber Strom unter anderem für Lichterführung, die Navigationsinstrumente, Funkgeräte und andere benötigt wird, muss vor allem bei längeren Fahrten Strom nachgeladen werden können. Neben einigen Alternativen (Solar und Wind) kann beim Segeln auch ein Schleppgenerator eingesetzt werden.
Schleppgeneratoren sind entweder wie ein Außenbordmotor am Heck montiert, oder werden an einer Leine (die auch das Kabel beinhaltet) hinter dem Boot hergezogen. Eine weitere Sonderform, allerdings mit höheren Reibungsverlusten, sind Wellengeneratoren, die die Schiffsschraube nutzen. Ein Propeller wird von der Strömung des Wassers angetrieben und überträgt seine Drehbewegung auf einen Generator, der daraus Strom erzeugt.
Vorteil des Schleppgenerators ist eine recht gute Energieausbeute bei relativ kompakter Bauform. Leistungen von bis zu 500 Watt sind auf Sportbooten üblich.
Nachteil des Schleppgenerators ist ein gewisser Verlust an Geschwindigkeit beim Segeln, sowie die Tatsache, dass beim Liegen vor Anker oder bei Flaute kein Strom erzeugt wird. Vor allem beim nachgezogenen Schleppgenerator ist das Ausbringen und Einholen etwas umständlich.